# Великобритания на «Евровидении-1987»
Великобритания принимала участие в тридцать втором выпуске телевизионного конкурса Евровидение-1987, который состоялся 9 мая во Дворце Столетия в Брюсселе, Бельгия. Страну представлял певец Ричард Пиблз под псевдонимом Рикки с песней Only the Light, написанной им самим. По итогам голосования он занял 13-е место из 22 стран, набрав 47 очков. Тем не менее, Only the Light стала предшественницей британской заявки на Евровидение-1988 Go в исполнении Скотта Фитцджеральда. Конкурс был показан на канале BBC One с комментариями Терри Вогана. Глашатаем от Великобритании был Колин Берри.

## До «Евровидения»

### A Song for Europe 1987
Начиная с 1957 года британская телекомпания BBC организовывала национальный отбор под названием A Song for Europe для выбора артиста и песни на Евровидение, либо только песни. Из 400 песен, поступивших вещателю только десять были отобраны комиссией, состоявшей из музыкальных продюсеров и членов ассоциаций американских и британских композиторов. Финал A Song for Europe состоялся 10 апреля 1987 года в телецентре BBC. Ведущим был Терри Воган. Все представленные на A Song for Europe песни сопровождались оркестром под управлением Ронни Хезлхёрста, но несмотря на живое выступление, оркестр находился за кадром, за съемочной площадкой. Победитель определялся через голоса девяти региональных жюри, сосредоточенных в Бирмингеме, Кардиффе, Манчестере, Белфасте, Эдинбурге, Лондоне, Норвиче, Ньюкастле и Бристоле. 
| Порядковый номер | Исполнитель     | Название песни        | Автор(ы)                              | Очки | Место |
| ---------------- | --------------- | --------------------- | ------------------------------------- | ---- | ----- |
| 1                | Рикки           | Only the Light        | Ричард Пиблз                          | 112  | 1     |
| 2                | Siy             | Lion Within           | Дэвид Хьюджес, Ричард Марканджело     | 48   | 8     |
| 3                | Майк Стейси     | I Want You            | Стив Томпсон, Джон Верити             | 72   | 5     |
| 4                | Мэл Поуп        | Everybody             | Мэл Поуп                              | 58   | 7     |
| 5                | Энн Тёрнер      | Too Hot to Handle     | Боб Хэтли                             | 101  | 2     |
| 6                | Иэн Принс       | Master of the Game    | Иэн Принс                             | 34   | 10    |
| 7                | Гордон Кэмпбелл | Just Let Me           | Гордон Кэмпбелл                       | 43   | 9     |
| 8                | Zuice           | Bless Your Lucky Star | Стивен Кармайкл                       | 78   | 3     |
| 9                | Джон Т. Форд    | What You Gonna Do     | Джон Т. Форд, Малкольм Пул            | 75   | 4     |
| 10               | Heavy Pettin'   | Romeo                 | Гордон Боннер, Гэри Моут, Стив Гайман | 60   | 6     |

## На «Евровидении»
В Брюсселе Рикки выступал под номером 14, между Люксембургом и Францией. В конце голосования он занял 13-е место из 22, набрав 47 очков. Данный результат являлся самым худшим для Великобритании вплоть до 2000 года, когда Ники Френч с песней Don't Play That Song Again финиширует шестнадцатой. 12 очков британское жюри присудило стране-победительнице, Ирландии. Ронни Хезлхёрст был дирижёром во время исполнения британской заявки.

### Голосование
| Очки      | Страна                                     |
| --------- | ------------------------------------------ |
| 12 баллов |                                            |
| 10 баллов | - Израиль                                  |
| 8 баллов  |                                            |
| 7 баллов  |                                            |
| 6 баллов  |                                            |
| 5 баллов  | - Австрия - Швейцария - Швеция             |
| 4 балла   | - Дания                                    |
| 3 балла   | - Бельгия - Ирландия - Португалия - Турция |
| 2 балла   | - Кипр - Югославия                         |
| 1 балл    | - Люксембург - Финляндия                   |

| Очки      | Страна     |
| --------- | ---------- |
| 12 баллов | Ирландия   |
| 10 баллов | Германия   |
| 8 баллов  | Бельгия    |
| 7 баллов  | Дания      |
| 6 баллов  | Кипр       |
| 5 баллов  | Греция     |
| 4 балла   | Израиль    |
| 3 балла   | Нидерланды |
| 2 балла   | Люксембург |
| 1 балл    | Италия     |